# Jean Parisot de La Valette
Jean Parisot de La Valette (Quercy, c. 1494-Malta, 21 de agosto de 1568) fue un noble francés y Gran maestre de la Orden de Malta. 

## Biografía

### Primeros años
Entró en la orden en la Lengua de Provenza y luchó con distinción contra los turcos en Rodas y posteriormente en Malta. Llegó a ser Gran Maestre el 21 de agosto de 1557.
La familia La Valette había sido importante en Francia durante muchas generaciones, varios miembros habían acompañado a los reyes de Francia en la primera, segunda, cuarta, quinta y sexta cruzadas. El abuelo de Jean Parisot, Bernard de Valette, fue un caballero y ordenanza del rey, y su padre Guillot fue un Caballero de Francia. Jean Parisot era un primo lejano (a través de su mutuo hermano Almaric de Valette) de Jean Louis de Nogaret de Valette, primer Duque de Epernon.
Los primeros años de Valette son poco conocidos, aunque se sabe que estuvo presente durante el Gran Sitio de Rodas en 1523, y acompañó al Gran Maestre Philippe Villiers de l’Isle-Adam tras la expulsión de la Orden de Rodas por parte de los turcos otomanos bajo el sultán Solimán el Magnífico.
Universalmente conocido como "La Valette", nunca fue llamado así durante su vida. Él era simplemente Jean de Valette, apodado Parisot. (El error se produjo algunas décadas tras su muerte cuando la gente empezó a asimilarlo con la ciudad llamada en su honor "La Citta Valetta", como epónimo de la misma). Aunque su año de nacimiento es aceptado comúnmente como 1494, los dos cronistas del Gran Sitio de Malta, Francisco Balbi di Correggio e Hipólito Sans, dicen que tenía 67 años por entonces, implicando por tanto que habría nacido en 1498. En su Historia de la Orden de San Juan, el historiador del siglo XVIII, el abad Vertot (cuya historia está mayormente basada en la —a menudo confusa— anterior de Giacomo Bosio) indica que Valette tendría la misma edad que Solimán y Lala Mustafa (el comandante de las fuerzas de tierra), lo que podría indicar que tenía 70 años en el momento del asedio.

### Ascenso en la orden
En 1538, mientras estaba en Malta, Valette fue sentenciado a cuatro meses en un guva (un agujero en el suelo), en Gozo por golpear a un sirviente laico hasta casi matarlo, y subsecuentemente fue destinado —a modo de exilio— a Trípoli por dos años como gobernador militar. Tras su retorno fue castigado nuevamente por traer un esclavo negro no cualificado para la servidumbre. En 1554 Valette fue elegido Capitán General de las galeras de la Orden. Fue un gran honor para la Lengua de Provenza, ya que históricamente la posición de Gran Almirante caía siempre en manos de Caballeros de la Lengua de Italia —la Orden se dividía en ocho grandes prioratos de carácter lingüístico—. En ese puesto se ganó una reputación que asombraría a propios y extraños dada su juventud, y obtuvo el mismo respeto que el Caballero Mathurin Romegas, uno de los más grandes comandantes marinos cristianos de ese periodo. De hecho ambas facciones dispusieron de marinos enormemente talentosos. Si Valette, Romegas y Juan de Austria pueden ser considerados los mejores comandantes que las fuerzas cristianas podían desplegar en el mar, las fuerzas del Islam contaban con almirantes de igual capacidad marinera y de liderazgo como Barbarroja y Dragut. En 1557, al morir el Gran Maestre Claude de la Sengle, los Caballeros, temerosos de un ataque que se iba a producir con toda seguridad tarde o temprano, eligieron a Valette como Gran Maestre.

### El sitio de Malta

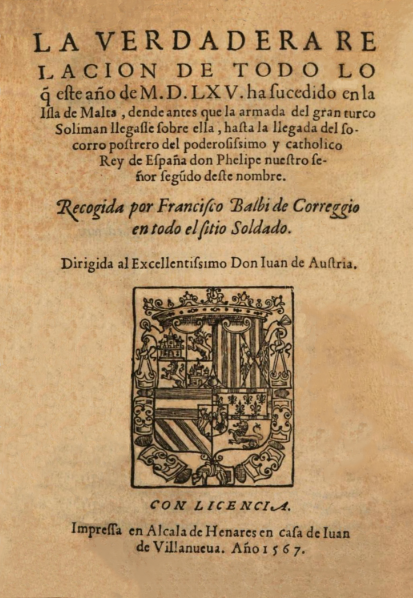
Primera edición de la crónica de Francisco Balbi sobre el sitio de Malta, impresa en Alcalá de Henares en 1567.

Luchó y repelió con éxito a los turcos en el Gran Sitio de Malta. Como resultado de la victoria de la Orden ganó mucho prestigio en Europa, pero declinó la oferta para ser nombrado cardenal para mantener su independencia del papado. Esto propició que fuese percibido como un monje guerrero con un alto sentido de la modestia y la humildad. Sin embargo, se ha pasado por alto muy a menudo que como Gran Maestre de la Orden, automáticamente poseía la misma precedencia que el cardenal de menor rango de la Iglesia, disfrutando por lo tanto de las distinciones de un cardenal sin tener que verse envuelto en la política interna del papado. Desde sus comienzos, el Gran Maestre de la orden sólo debe obediencia al papa, y hasta nuestros días es reconocido como la cabeza de una Orden que tiene reconocimiento diplomático en las Naciones Unidas y en otros 64 países.
Durante el asedio Valette probó ser un comandante severo, frío e ingenioso. Apasionadamente religioso, devoto en cuerpo y alma a la Orden y a la fe, Jean de La Valette estaba preparado para sufrir hasta la muerte antes que rendirse a los pies del odiado infiel.

### Últimos años
Tras el Gran Sitio, ordenó la construcción de la nueva ciudad de La Valeta en 1566, poniendo la primera piedra con sus propias manos. Esto ocurrió en las faldas del monte Sciberras, donde la flor y nata del ejército turco había muerto mientras intentaba tomar el Fuerte de San Telmo, una posición que los turcos calcularon que tardaría tres o cuatro días en caer, pero que, debido al valor de los defensores, aguantó 30 días.
La ciudad que recibió el nombre de su fundador —Humilissima Civitas Vallettae— llegó a ser conocida como la más aristocrática y exclusiva fortaleza de Europa —una ciudad mayormente conocida como "Superbissima"— la "Mas Soberbia". La Valeta permanece como la capital maltesa hasta nuestros días.
Jean Parisot de Valette murió pacíficamente en 1568 antes de la culminación de la ciudad. Su tumba (en forma de sarcófago) se encuentra en la cripta de la concatedral de San Juan, situada dentro de los muros de La Valeta. La inscripción en su tumba, compuesta por su Secretario de Latín, Oliver Starkey, el último caballero de la lengua inglesa en la época del Gran Sitio, reza en latín:

Aquí yace La Valette.
Merecedor de eternos honores,
El que una vez fue látigo de África y Asia,
Y el escudo de Europa,
De donde expulsó a los bárbaros con sus santos brazos,
Es el primero en ser enterrado en esta amada ciudad,
De la que fue fundador.

Merece mencionarse que Oliver Starkey es además el único caballero de la orden enterrado en la cripta de la concatedral de San Juan en La Valeta que no fue Gran maestre de la Orden.
| Predecesor: Claude de la Sengle | Gran maestre de la Orden de Malta 1557-1568 | Sucesor: Pierre de Monte |